# Capital de risco
Capital de risco, capital empreendedor, capital de investimento ou capital de ventura (em inglês: venture capital), é uma modalidade de investimentos alternativos utilizada para apoiar negócios por meio da compra de uma participação acionária, geralmente minoritária, com objetivo de ter as ações valorizadas para posterior saída da operação.
Chama-se capital de risco não pelo risco do capital, porque qualquer investimento, mesmo a aplicação tradicional, em qualquer banco tem um risco, mas pela aposta em empresas cujo potencial de valorização é elevado e o retorno esperado é idêntico ao risco que os investidores querem correr.
Este modelo de investimento é feito através de sociedades especializadas neste tipo de negócio denominadas Sociedades de Capital de Risco (SCR). Estas sociedades além do contributo em capital, ajudam na gestão e aconselhamento.
Este financiamento está associado a negócios que estão a iniciar, em fase de expansão ou em mudança de gestão. Qualquer destas situações tem um risco muito elevado associado à incerteza do projeto em que a empresa se encontra, não se pode considerar como a solução mas sim uma possível solução.

## Perspectivas
Como em qualquer bem econômico podemos olhar para o capital de risco pelo lado da oferta ou pelo lado da procura.
Pelo lado da oferta temos detentores de capital (investidores) que podem ser institucionais públicos ou privados que procuram oportunidades de investimento com elevadas margens de rentabilidade, elaborando para isso uma estratégia de redução de riscos, em aspectos como dispersão de investimentos, sectores em que investem, idade das empresas, avaliação das capacidades técnicas. Igualmente há investidores que aplicam não só capital como também saber fazer na área da gestão a quem normalmente se dá o nome de investidor-anjo. Certamente que estes investidores estão à procura de lucros e portanto, introduzem nas cláusulas do contrato as opções de saída, para garantir que em caso de sucesso não vão ficar eternamente amarrados aquela empresa.
Pelo lado da procura o empresário ou empresa que tem um bom projecto, dificuldades de angariação de capital ou de algum tipo de saber-fazer, e que querem continuar a comandar os destinos das suas empresas ou projetos procuram investidores que os deixem trabalhar, e obtêm a garantia de a qualquer altura poderem recomprar as participações sociais na posse desses investidores.

## Diferenças geográficas
O capital de risco como uma atividade económica, teve origem nos Estados Unidos, e tradicionalmente continuam a ser as empresas americanas, as maiores participantes nos mercados do capital de risco, quer pelo lado dos investidores, quer pelo lado dos tomadores de capital.
No resto do mundo, esta atividade tem vindo a ter um grande este desenvolvimento quer pelo lado dos investidores, quer pelo número de investidores-anjo, quer ainda pelo número de empresas que recorrem ao capital de risco.
As entidades públicas, têm utilizado o capital de risco, como uma ferramenta para promover o desenvolvimento económico de muitas regiões ou sectores de negócio, sobretudo as novas tecnologias.
Nas regiões com menor desenvolvimento do sector financeiro, este instrumento desempenha um papel facilitador no acesso aos mercados financeiros, sobretudo nas pequenas e médias empresas (PME), que estão na fase de early stage ou start up.
Em 2008, os financiamentos de capital de risco, ainda foram dominados maioritariamente pelos Estados Unidos, (US $ 28,8 B investidos em mais de 2550 negócios em 2008), em comparação com os investimentos dos fundos internacionais (US $ 13,4 B investidos no resto do mundo), com um crescimento médio de 5%, nos negócios de capital de risco fora dos EUA, principalmente na China, Europa e Israel.

## Historia
Com poucas exceções, os investimentos privados, principalmente norte-americanos, na primeira metade do século XX, estiveram sob o domínio de fortunas individuais e de famílias. Os Wallenbergs, Vanderbilts, Whitneys, Rockefellers e Warburgs foram notáveis investidores em companhias particulares nessa época. Em 1938, Laurance S. Rockefeller ajudou financeiramente na criação das empresas Eastern Air Lines e Douglas Aircraft e a família Rockefeller tinha interesses em várias companhias. Eric M. Warburg fundou a E.M. Warburg & Co. em 1938, que mais tarde seria transformada na Warburg Pincus, com investimentos em leveraged buyouts ("compras alavancadas") e capital de risco. A família Wallenberg começou a Investor AB em 1916 na Suécia e fez investimentos iniciais em muitas companhias suecas como a ABB, Atlas Copco, Ericsson, etc.

### Origens do capital de risco moderno
Durante a Segunda Guerra Mundial (1939–1945), a situação dos investidores em "capital de desenvolvimento" como eram chamados, não mudou. Apenas após 1945 surgiram duas organizações que mudariam o perfil dos investidores: em 1946 foram fundadas a American Research and Development Corporation (ARDC, creditada como a primeira "companhia de capital de risco") e J.H. Whitney & Company.
Georges Doriot, o "pai do capital de risco", (e ex-reitor assistente da Harvard Business School), fundou a Escola INSEAD em 1957. Associado a Ralph Flanders e Karl Compton (ex-presidente do MIT), Doriot fundou a ARDC em 1946 para encorajar os setores de investimentos privados a atuarem em empresas que pudessem aproveitar os soldados que retornavam da guerra. A companhia se tornou a primeira a captar recursos de outras fontes que não as famílias ricas, após ser bem sucedida em vários negócios. Doriot afirmou que o mais importante investimento da ARDC foi na Digital Equipment Corporation (DEC). Em 1957 foram investidos 70.000 dólares que posteriormente foram avaliados em 355 milhões de dólares quando da oferta pública realizada em 1968 (o que representa um retorno de 1200 vezes, calculado pela taxa interna de retorno).
Ex-empregados da ARDC fundaram muitas proeminentes sociedades de capital de risco: Greylock Partners foi fundada em 1965 por Charlie Waite e Bill Elfers e Morgan, Holland Ventures teve como predecessora a Flagship Ventures (fundada em 1982 por James Morgan). A ARDC continuou a investir até 1971, quando Doriot se aposentou. Em 1972 Doriot fundiu a ARDC com a Textron após ter investido em mais de 150 companhias.
John Hay Whitney (1904–1982) e seu sócio Benno Schmidt (1913–1999) fundaram a J.H. Whitney & Company em 1946. Whitney era investidor desde a década de 1930, fundando a Pioneer Pictures em 1933 e adquirindo 15% das ações da Technicolor Corporation com o primo Cornelius Vanderbilt Whitney. A Florida Foods Corporation se tornou o mais famoso investimento de Whitney. Essa companhia desenvolveu um método inovador para entregar alimentos aos soldados norte-americanos, mais tarde conhecido como suco de laranja concentrado Minute Maid que foi vendido a Coca-Cola em 1960. J.H. Whitney & Company continuou a fazer investimentos em transações leveraged buyout e captou $750 milhões para o seu fundo institucional em 2005.

### Primeiras sociedades de risco e o crescimento do "Vale do Silício"

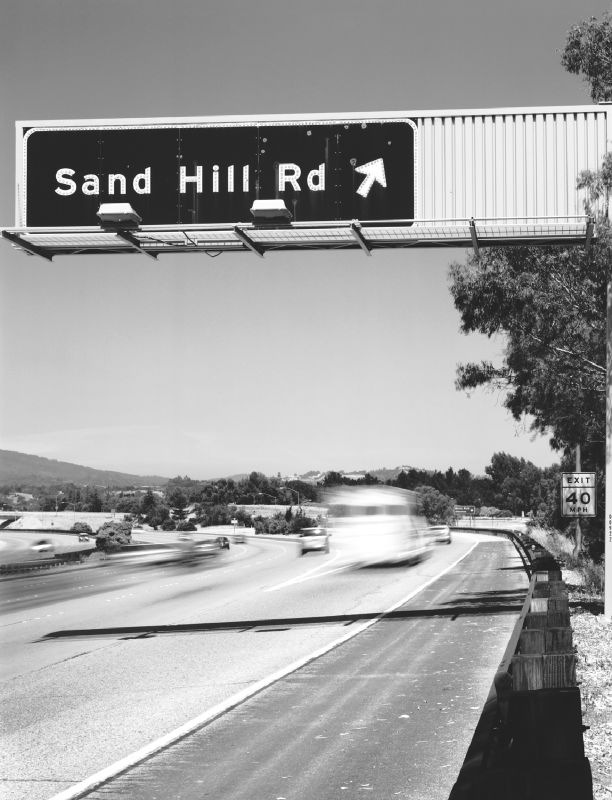
Acesso a rodovia Sand Hill Road em Menlo Park, Califórnia, onde fica a área da baía em que muitas sociedades de risco estabeleceram as respectivas sedes

Um dos primeiros passos para a profissionalização da gestão de capital de riscos industrial nos Estados Unidos foi a Lei de Investimentos em Pequenos Negócios de 1958. Por esse ato, a Small Business Administration (SBA) licenciou as companhias de pequenos investimentos (conhecidas em inglês por SBICs, de Small Business Investment Companies) para auxiliar o financiamento e gerir pequenas empresas naquele país.
Durante as décadas de 1960 e 1970, as sociedades de capital de risco preferiram investir em companhias iniciantes ou em expansão. A maioria delas explorava avanços em eletrônica, medicina ou tecnologia de processamento de dados. Como resultado, os investimentos de capital de risco se tornaram quase sinônimos de financiamento de tecnologia. Uma das primeira sociedades de risco na Costa Oeste foi a Draper and Johnson Investment Company, fundada em 1962 por William Henry Draper III e Franklin P. Johnson, Jr. Em 1965, Sutter Hill Ventures adquiriu o portfólio de Draper and Johnson através de compra de ações. Bill Draper e Paul Wythes foram os fundadores, e Pitch Johnson formou a Asset Management Company naquela época.
É costumeiramente anotado que a primeira investida com capital de risco foi a Fairchild Semiconductor (que produziu os primeiros circuitos integrados viáveis comercialmente), fundada em 1959 pelo que se tornaria a Venrock Associates. A Venrock se organizou em 1969 por Laurance S. Rockefeller, o quarto dos seis filhos de John D. Rockefeller, Jr. que acabaria por atrair ações semelhantes dos irmãos.
Foi também na década de 1960 que o formato comum de fundo privado ou mútuo de participações, ainda em funcionamento, surgiu. As firmas de investimentos privados organizaram condomínios de responsabilidade limitada para garantirem que investidores profissionais fossem o sócio geral e os de participação limitada ficassem passivos e colocassem o capital. A estrutura compensatória, ainda em uso, também emergiu com sócios limitados ou cotistas pagando taxas de administração anual de 1.0–2.5% e taxa de performance de 20% dos lucros obtidos pelos fundos.
O crescimento das indústrias de capital de risco foi alimentado pela emergência das firmas de investimentos independentes em Sand Hill Road, começando com Kleiner, Perkins, Caufield & Byers e Sequoia Capital em 1972. Localizada em Menlo Park na Califórnia, Kleiner Perkins, Sequoia e outras sociedades de risco conseguiram entrar em contato com muitas companhias de semicondutores sediadas no Vale de Santa Clara bem como primitivas companhias de computadores através do oferecimento de serviços. Em 1971, uma série de artigos intitulados "Silicon Valley USA" foram publicados no Electronic News, uma publicação semanal, que popularizou o termo "Silicon Valley" ou "Vale do Silício"</ref>
Durante a década de 1970,um grupo de firmas de investimentos, principalmente capital de risco, iniciaram o que se tornaria mais tarde o modelo de leveraged buyout e sociedades de capital de risco. Em 1973, com o número de novas sociedades de capital de risco tendo crescido, os principais capitalistas investidores fundaram a Associação Nacional de Capital de Risco (sigla em inglês NVCA, de National Venture Capital Association). O NVCA servia como braço comercial das indústrias de capital de risco. Contudo, as sociedades de capital de risco sofreram um revés temporário em 1974, quando o mercado de ações caiu e os investidores se tornaram naturalmente mais cautelosos com esse tipo de investimentos.
Somente em 1978 que o capital de risco conseguiu seu primeiro grande ano quanto a captação de recursos, aproximadamente 750 milhões de dólares. Com a aprovação da Lei da Aposentadoria em 1974 (conhecida em inglês como ERISA, ou Employee Retirement Income Security Act), os fundos de pensão foram proibidos de investirem em títulos de risco. Em 1978, o Departamento do Trabalho norte-americano relaxou certas restrições da ERISA, como a "prudent man rule" ou "regra do homem prudente". Essa regra garantia a responsabilidade fiduciária dos gestores de investimentos. Pela lei original, cada investidor tinha expectativa de riscos dos investimentos nos termos da lei e não de sua própria avaliação, limitando a habilidade dos gestores. Com a revisão de 1978, o conceito da diversificação do portfólio ou carteira de risco que satisfizesse a responsabilidade fiduciária passou a ser aceito.</ref> que permitiu a volta como fonte de recursos dos fundos de pensões.

### Década de 1980
Com a popularidade das indústrias de capital de risco no período das décadas de 1970 e início da de 1980 (por exemplo, Digital Equipment Corporation, Apple Inc., Genentech) influenciaram uma proliferação das sociedades de capital de risco. De apenas algumas dúzia de sociedade no começo da década, já se contavam 650 firmas ao final da mesma, cada uma apostando no que seria o próximo "salto tecnológico". Quanto ao capital, passou de 3 bilhões para 31 bilhões de dólares no mesmo período.
O crescimento da indústria foi prejudicado pelos retornos menores dos investimentos, e algumas sociedades de risco começaram a sofrer perdas pela primeira vez. Adicionalmente ao aumento da competitividade, muitos outros fatores afetaram esses retornos. O mercado de ofertas públicas de ações desaquecera em meados da década até colapsar de vez com a quebra da bolsa de valores de 1987, e companhias estrangeiras, particularmente japonesas e coreanas, inundaram as indústrias iniciantes com ofertas de capital.
Em resposta as mudanças da situação, corporações que tinham organizados subsidiárias de investimentos em capital de risco, como General Electric e Paine Webber venderam ou fecharam essas unidades. Adicionalmente, as unidades de capital de risco do Chemical Bank e Continental Illinois National Bank, entre outros, mudaram suas estratégias e trocaram empresas iniciantes por outras que fossem mais estabelecidas. Muitas pioneiras do capital de risco como J.H. Whitney & Company e Warburg Pincus começaram a investir em leveraged buyouts e ampliação de capitais.

### Oboomdo capital de risco e aBolha da Internet
Ao final da década de 1980, os retornos dos investimentos em capital de risco estavam relativamente baixos, particularmente quando comparados aos "primos emergentes" leveraged buyouts, dada a competição, excesso de  ofertas e inexperiência de muitos gestores de fundos. O crescimento permaneceu limitado até a metade da década de 1990, aumentado de 3 bilhões em 1983 para apenas 4 bilhões de dólares em 1994.
Após um abalo dos gestores de capital de risco, com demissões nas melhores firmas, o alvo das sociedades de risco passaria a ser a manutenção de suas carteiras de investimento ao invés de apostarem em papeis novos. Como resultado, essas sociedades voltaram a ficar atraentes e alcançariam um boom na década de 1990. O professor Andrew Metrick da Yale School of Management classifica o período de 1980-1995 como um "pré-boom", o boom propriamente dito entre em 1994 até 2000, ano do início do terceiro período, o do estouro da bolha da Internet.

### Queda dos investimentos privados
A queda (crash) da Nasdaq começou em março de 2000 sacudindo a indústria de capital de risco e abalando financeiramente as empresas de tecnologia. Nos dois anos seguintes, muitas sociedades de risco foram forçadas a reavaliarem suas carteiras e muitos fundos ficaram "afogados" (o valor das carteiras ficou abaixo do montante investido). Os investidores procuraram reduzir seus compromissos nos fundos de risco descarregando valores no "mercado secundário de ações". Em meados de 2003, as indústrias de capital de risco foram reavaliadas a metade do valor de 2001, o que significa que o segmento voltara aos níveis do segundo quarto de 2005.
Apesar dos investimentos no "pós-boom" representarem apenas uma fração do recorde de 2000, ainda significam estarem em um nível maior do que o período de 1980 a 1995.

### Brasil
No Brasil, as primeiras tentativas de organizar um mercado de capital de risco para financiamento da tecnologia ocorreram na década de 1970, após a elaboração do II Plano Nacional de Desenvolvimento (PND). Os patrocinadores governamentais foram basicamente o Banco Nacional de Desenvolvimento Econômico e Social (BNDES) e a Financiadora de Estudos e Projetos (FINEP). Em 1975 foi criada a Brasilpar, organizada por Roberto Teixeira da Costa, sob o conceito de ser um "banco de negócios". Em 1980 mudou sua estrutura para se tornar uma "empresa de capital de risco". Em 1981 foi criada por Ary Burger a CRP - Companhia de Participações. Juridicamente, as Sociedade de Capital de Risco foram inicialmente regulamentadas pelo Decreto-lei nº 2.287 de 23 de julho de 1986 e as Resoluções do Banco Central de números 1.184/86 e 1.346/87. Os Fundos Mútuos em Empresas Emergentes foram inicialmente regulamentados pela Instrução CVM nº 209 de 25 de março de 1994.

## Modalidades
O capital de risco convenciona-se classificar como venture capital ou private equity, de acordo com o tipo de empresa receptora dos investimentos. Em geral, considera-se venture capital o investimento em empresas em estágio inicial, com potencial de geração de receitas e lucros ainda incerto, e possivelmente dependente de um produto, tecnologia ou mercado que não tenha sido inteiramente testado como proposição de negócios. O risco de um investimento de venture capital tende a ser maior do que o risco de um investimento de private equity. Por sua vez, investimentos de private equity tendem a envolver empresas mais maduras, tipicamente com operações comerciais consolidadas, que possam oferecer oportunidades de retorno destacadas em razão de uma potencial reestruturação societária, alteração na estrutura de capital, mudança de gestão ou outras modificações nos seus negócios. Geralmente o produto ou serviço prestado pela empresa receptora já é plenamente aceito pelo mercado, que por sua vez já se mostrou apto a sustentar as atividades da empresa receptora.
Os investimentos de private equity normalmente envolvem valores muito superiores aos investimentos de venture capital. As operações emblemáticas de private equity incluem a compra da RJR Nabisco pela KKR em 1989 por US$31.1 bilhões e, mais recentemente, a aquisição da HCA pela KKR, Bain Capital e outros investidores em 2006 pelo preço de US$31,6 bilhões, a aquisição da Equity Office Properties pela Blackstone em 2007 pelo preço de US$23 bilhões (mais US$16 bilhões em dívidas assumidas), e a aquisição da TXU pela KKR, TPG e Goldman Sachs em 2007 pelo preço de US$45 bilhões.
Muitas operações de private equity são estruturadas como compras alavancadas (leveraged buy outs), que consistem em aquisições financiadas em parte pelas próprias empresas receptoras do investimento. Nestes casos, a empresa receptora toma empréstimos para custear o pagamento do preço devido aos acionistas vendedores ou para distribuir um dividendo para os investidores.
Quando o investimento é bem sucedido e o valor da empresa aumenta significativamente após a compra alavancada, os investidores de risco realizam ganhos de capital em um valor que representará um múltiplo do valor originalmente investido, que tende a ser pequeno. Isto ocorre porque os bancos que financiaram a compra recebem de volta apenas o valor de seu empréstimo, acrescido dos juros do período, enquanto o investidor de risco colhe todos os frutos da valorização da empresa.
As compras alavancadas já foram objeto de críticas por forçarem as empresas a incorrerem dívidas elevadas, aumentando o risco de uma falência em caso de uma reversão nas condições de mercado. Após as crises financeiras de 1988, 2002 e 2008, os bancos que financiavam as compras alavancadas de maior porte reduziram, ao menos temporariamente, a disponibilidade de crédito e passaram a limitar o endividamento das empresas alvo de compras alavancadas.